# حق کسب و پیشه
حق کسب و پیشه حقی است که برای مستأجری که از طریق اجارهٔ مکانی به فعالیت تجارتی یا بازرگانی می‌نماید در آن مکان به وجود می‌آید. ظهور و آغاز این پدیدهٔ حقوقی در در ایران به دههٔ ۱۳۲۰ بر می‌گردد. با تصویب قانون روابط مالک و مستأجر ۱۳۳۹ حق کسب و پیشه حقی تعریف گردید که به موجب آن مستأجر متصرف در اجاره کردن محل کسب خود بر دیگران حق تقدم می‌یافت. اما مفهوم حق کسب و پیشه‌ای که امروزه در حقوق ایران از آن یاد می‌شود با تصویب قانون روابط و مستأجر ۱۳۵۶ تجلی یافت.